# Dinema polybulbon
Dinema polybulbon är en orkidéart som först beskrevs av Olof Swartz, och fick sitt nu gällande namn av John Lindley. Dinema polybulbon ingår i släktet Dinema och familjen orkidéer. Inga underarter finns listade i Catalogue of Life.

## Bilder

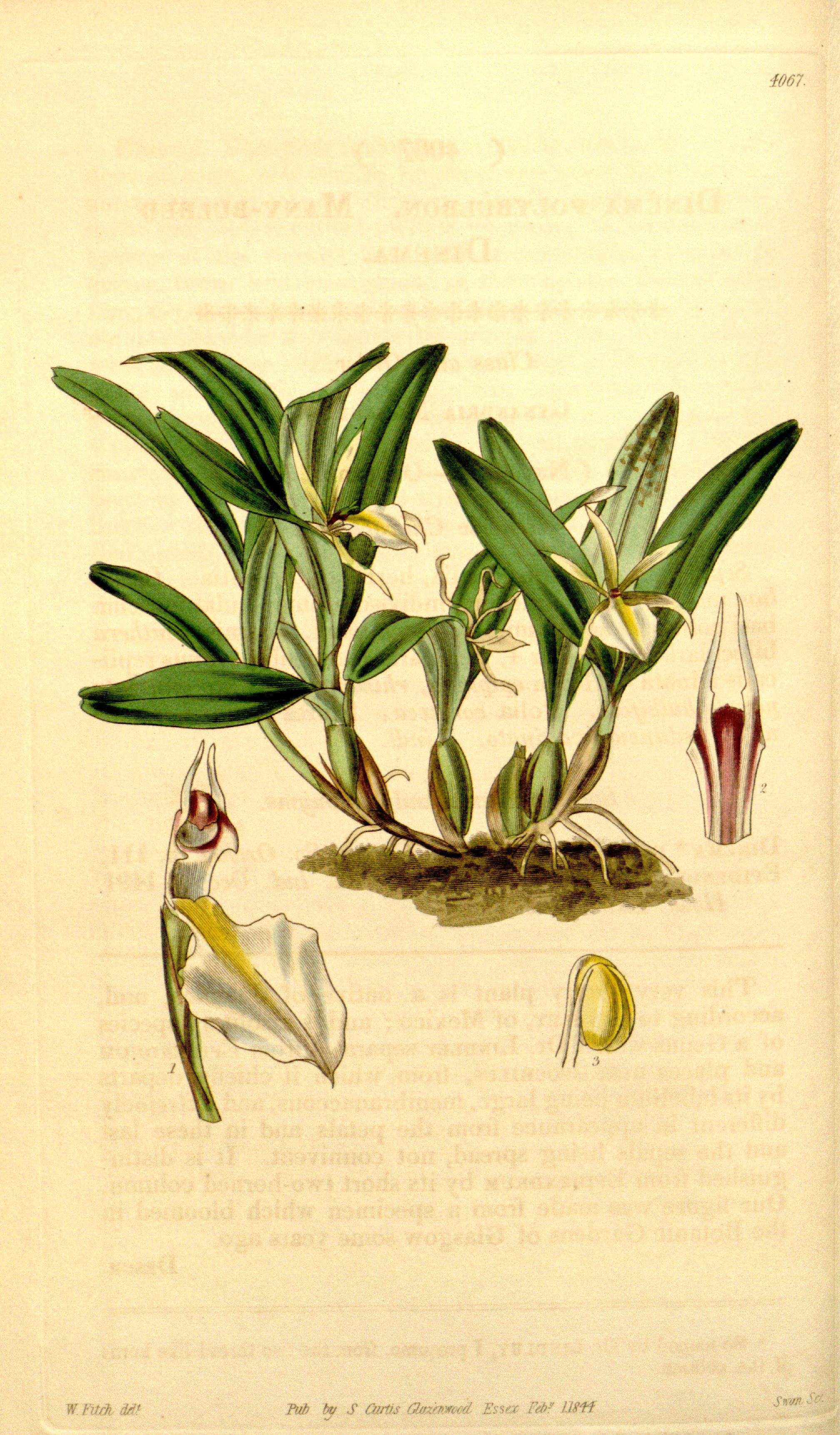
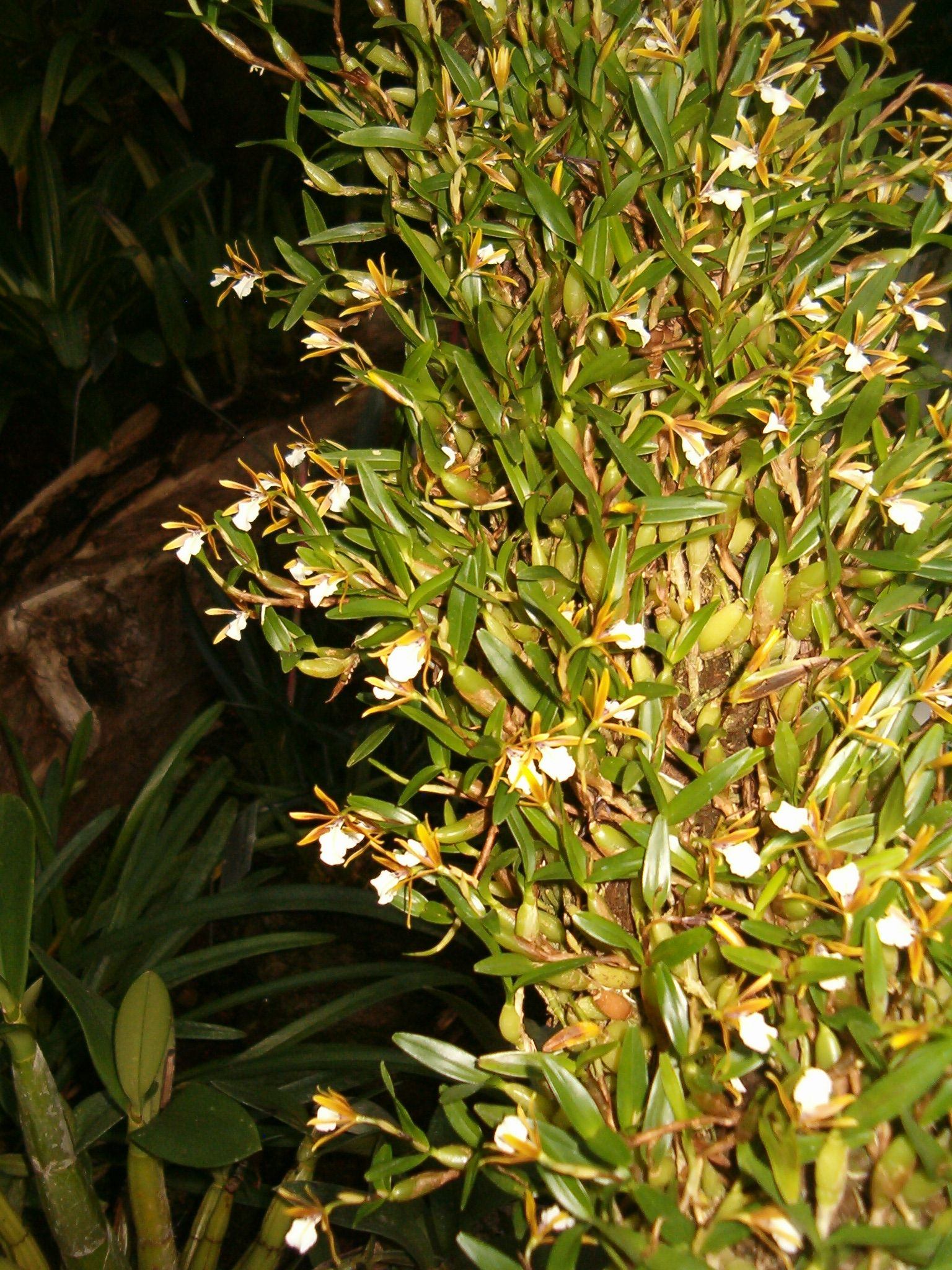
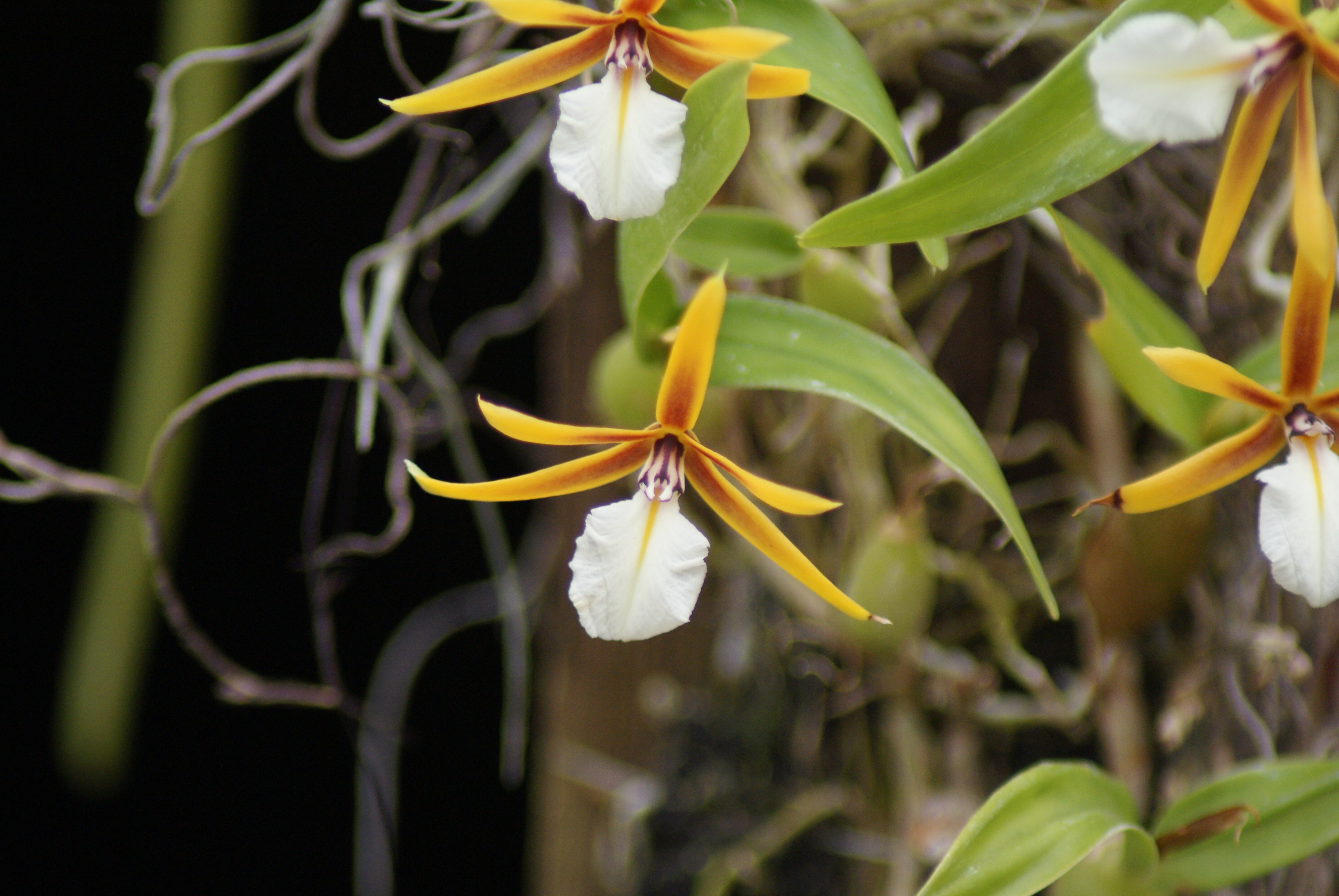